# Grampian, Pennsylvania
Grampian är en ort i Clearfield County i delstaten Pennsylvania, USA.